# Brandenberger Ache
De Brandenberger Ache is een linkerzijrivier van de Inn in het Unterinntal in de Oostenrijkse deelstaat Tirol.
De rivier ontvangt water van verschillende beken en riviertjes afkomstig uit de Brandenberger Alpen in Tirol en het Mangfallgebergte in het Duitse Beieren. De uit de Rote en Weiße Valepp ontspringende rivier heet vanaf de Duits-Oostenrijkse grens Grundache. Pas nadat de Marchbach zich bij de berghut Erzherzog-Johann-Klause bij deze rivier heeft gevoegd, wordt de rivier Brandenberger Ache genoemd. Hierna monden ook de Bairache, de Weißache, de Ellbach (bij de alpenhut Kaiserhaus) en de Steinberger Ache in de Brandenberger Ache uit. De rivier stroomt vervolgens door het Brandenberger Tal, langs het dorp Brandenberg, om bij Kramsach in de Inn uit te monden.
De rivier werd vroeger gebruikt om vanaf de hut Erzherzog-Johann-Klause hout te vlotten naar Kramsach. Tussen de mondingen van de Weißache en de Ellbach stroomt de Brandenberger Ache door de Kaiserklamm, een kloof die bij kajakkers geliefd is als wildwaterstroom. Bij voldoende diepgang is de rivier vanaf de grens tot aan Kramsach bevaarbaar.
- Gemeinsame Normdatei: 4289283-1
- Virtual International Authority File: 234273443